# 日専連旭川
株式会社日専連旭川（にっせんれんあさひかわ）は、北海道旭川市に本社を置き、道北エリアでクレジットカード、キャッシング、携帯ショップ、レンタルの4事業を展開している、協同組合連合会日本専門店会連盟系の信販会社である。

## 概要
道北エリア在住者に対して「日専連JCBカード」・「日専連DC・VISAカード」等の発行を行っている。

## 沿革[2]
- 1935年（昭和10年）7月 - 旭川専門店会創立。
- 1943年（昭和18年）- 戦禍拡大により活動一時中断。
- 1950年（昭和25年）6月 - 商業協同組合旭川専門店会再発足。
- 1961年（昭和36年）- 協同組合日専連旭川専門店会に社名変更 。
- 1992年（平成4年）10月 - 協同組合日専連旭川会に社名変更。
- 1998年（平成10年）10月 - 協同組合日専連旭川に社名変更。
- 2005年（平成17年）4月 - 協同組合エヌシー日商連旭川を合併。
- 2006年（平成18年）4月 - 協同組合日専連士別(後の士別営業所)を経営統合。
- 2006年（平成18年）9月 - 協同組合日専連名寄を経営統合。
- 2007年（平成19年）12月 - 協同組合日専連稚内を経営統合。
- 2008年（平成20年）7月 - 株式会社日専連旭川に組織変更。
- 2015年（平成27年）3月 - 株式会社エヌシーマック事業承継。
- 2023年（令和5年）10月 - この月発行の紙の利用代金明細書より発行手数料が必要となった[3]。
- 2024年（令和6年）11月 - この月をもって士別営業所を営業終了した[4]。